# Maximov top
Maximov top je bila teška strojnica koju je konstruirao amerikanac Hiram Maxim, po kojem je i dobila ime. Prva je automatska strojnica. Prvi model, konstruiran u Maximovoj radionici u Londonu je napravljen za britanski .45 kalibar. Bila je mnogo drugačija od svih prijašnjih strojnica jer je mogla ispaljivati hitce kontinuirano dokle god je okidač bio pritisnut i bilo municije.
Maxim nije bio u potpunosti zadovoljan s prvom strojnicom, pa je predstavio novi dizajn 1885., koji je bio toliko učinkovit i uspješan da je postao dio naoružanja mnogih zemalja svijeta i bio u službi sve do Drugog svjetskog rata. Prva uporaba modela iz 1885. je bila 1888. Maximov dizajn je imao dva različita modela, jedan proizveden u suradnji s Albertom Vickersom 1912., nakon što je Maximovo pravo na patent isteklo. Drugi slični model je bila njemačka Parabellum strojnica, proizvedena nakon 1912. Ove strojnice su odnijele mnogo ljudskih života tijekom borbi u Prvom svjetskom ratu.